# Zenvo

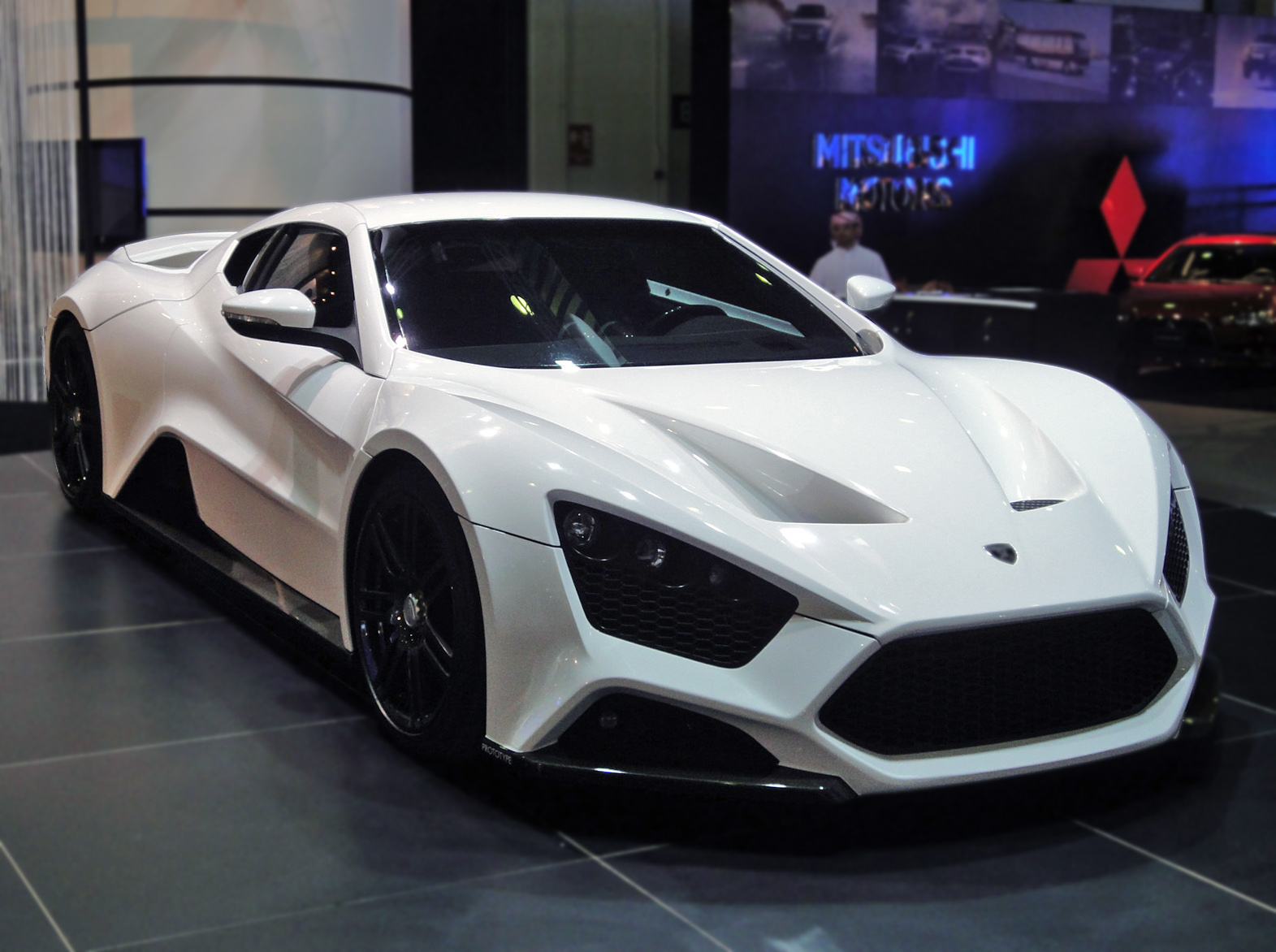
Zenvo ST1

Zenvo of Zenvo Automotive is een Deense autofabrikant die een luxe sportwagen maakt. De fabriek ligt in Præstø in Seeland. Het bedrijf werd in 2004 opgericht door Jesper Jensen en Troels Vollertsen. Het eerste prototype, de Zenvo ST-1, was vier jaar later gereed en reed voor het eerst op 22 mei 2008. De productie van een beperkte serie van maximaal vijftien begon in 2011.
Zenvo is nog altijd actief en heeft het TSR-S model op de Geneva International Motor Show geïntroduceerd in 2018, de supercar heeft een innovatieve active multi-axis Zentripetal vleugel, de auto wordt gemaakt in een gelimiteerde oplage van vijf stuks per jaar